# Jerzy Łucki
Jerzy Michał Łucki (Drohobyč, 24 settembre 1898 – Kuty, 18 settembre 1939) è stato un militare, atleta e bobbista polacco.
Partecipò alle Olimpiadi invernali di Sankt Moritz 1928.

## Biografia
Nacque a Drohobycz (all'epoca facente parte dell'Impero Austro-Ungarico e oggi in Ucraina), figlio del veterinario Józef Łucki e Kazimiera Derkacz; aveva tre fratelli: Jan (1895-1915), Stefan (1897-1920) e Władysław (nato nel 1906).
La prima attività sportiva di Jerzy Łucki fu il tiro a segno, che imparò frequentando la scuola nella piccola città di Nowy Targ. Durante la prima guerra mondiale, Łucki prestò servizio nel 1° e nel 6º reggimento di fanteria delle legioni polacche che combattevano contro l'Impero russo e fu ferito due volte a Konary e a Tarłów (1915). Fu trasferito sul fronte italiano dopo la cosiddetta crisi del giuramento. Dopo la restaurazione dello Stato polacco nel 1919, si unì all'esercito polacco e partecipò come tenente alla guerra polacco-bolscevica. Il 3 maggio 1922 fu promosso al grado di tenente con anzianità dal 1º giugno 1919 e classificato al 37º posto nel corpo degli ufficiali di fanteria. Il 31 marzo 1924 fu promosso capitano con anzianità dal 1º luglio 1923 e 23º grado nel corpo degli ufficiali di fanteria.
Dopo il ritorno in patria, nel 1926-1927 completò l'addestramento per gli ufficiali presso la Scuola militare centrale di ginnastica e sport di Poznań. Successivamente prestò servizio in vari reggimenti prima di essere assunto dall'Ufficio di Stato per l'educazione fisica e l'addestramento militare a Grodno.
Nell'aprile del 1928 fu trasferito dal 48º reggimento di fanteria di frontiera di Stanislawow al 19º reggimento di fanteria di Leopoli. Nel luglio dello stesso anno fu immatricolato nei quadri degli ufficiali di fanteria con un contemporaneo trasferimento di servizio al 1º Corpo dei Cadetti di Leopoli. Nel novembre 1928 fu trasferito al Comando distrettuale del 6º Corpo di leopoli con l'incarico di impiegato presso l'Ufficio distrettuale di educazione fisica e formazione militare. Nel marzo 1932 fu trasferito dal Comando del 3º Distretto di Corpo a Grodno al 36º Reggimento di Fanteria della Legione Accademica a Varsavia. Nel giugno 1933 fu trasferito al 3º Battaglione di Fucilieri a Rembertów. Il 27 giugno 1935 fu promosso maggiore con anzianità dal 1º gennaio 1935 e primo grado nel corpo degli ufficiali di fanteria. Nell'ottobre dello stesso anno divenne primo vice-comandante del 6º battaglione corazzato a Leopoli. Nel 1937 fu trasferito dal corpo degli ufficiali di fanteria al corpo degli ufficiali delle armi corazzate; nello stesso anno divenne organizzatore e comandante del 12º battaglione corazzato a Lutsk e il 2 settembre 1937 firmò il primo ordine giornaliero del battaglione.
Allo scoppio della seconda guerra mondiale, l'1-3 settembre 1939 mobilitò il 21º battaglione carri leggeri e ne assunse il comando, difendendo la città di Leopoli e cercando di mantenere un passaggio verso la Romania. Il 18 settembre 1939, alla testa del battaglione, attraversò il confine con la Romania nei pressi di a Kuty; secondo alcuni fonti morì probabilmente in questa azione. Altre fonti invece riportano che il 4 ottobre 1939, giunto a a Târgoviște, consegnò l'equipaggiamento e l'armamento del battaglione e nella primavera del 1945 assunse il comando del 5º reggimento corazzato.

## Carriera sportiva
Negli anni 1920 fu uno dei lanciatori di punta del Pogoń Lwów, vincendo tre medaglie di bronzo ai campionati polacchi di atletica nel getto del peso (1923 e 1927) e nel lancio del martello (1923). I suoi record personali sono:
- 12,40 m nel getto del peso (Varsavia, 8 luglio 1927)
- 34,76 m nel lancio del disco (Leopoli, 7 luglio 1923)
- 19,63 m nel lancio del martello (Varsavia, 26 agosto 1923).

Insieme ad altri ufficiali dell'esercito polacco fece parte della prima Nazionale di bob della Polonia, pilotata dal conte Józef Broel-Plater. Nella gara di bob a cinque si classificarono al 17º posto su 23 equipaggi.